# Cugnasco-Gerra
Cugnasco-Gerra (lmo. Cügnasch-Gèra) – miejscowość i gmina w południowej Szwajcarii, w kantonie Ticino, w okręgu (distretto) Locarno, w powiecie (circolo) Navegna. Leży nad rzeką Ticino. Powstała 20 kwietnia 2008 w wyniku połączenia gminy Cugnasco i Gerra (Verzasca).

## Demografia
W Cugnasco-Gerra mieszka 2851 osób. W 2022 roku 14,9% populacji gminy stanowiły osoby urodzone poza Szwajcarią. 

## Transport
Przez teren gminy przebiega droga główna nr 13.